# 實踐神學
實踐神學（英語：Practical theology，或稱應用神學、教牧神學）是基督教神學的一個研究領域，主要指神学在日常生活的实际应用。實踐神學功用在於提供維持教會運作的方法和將基督教訓付諸實行。其範疇包括整體教會生活、倫理、社會活動參與等不同層面。
实践神学是研究教牧者的教育（clergy education），包括牧师的责任及活动，例如讲道、敬拜、教牧關怀、教会体制和管理；其次，实践神学还是教牧者教育的学科，有关当今教會的生活和活动；第三，实践神学是神学的一个领域，内容有关基督徒作为个人在当代社会中行为的神学标准。

## 历史
早在18世纪，德国的神学院就将实践神学科和神学科、圣经科和教会历史科作为其神学教育的四个重要组成部分。但是相比较于其他三门科目，实践神学则是一个较新的一个用词，最早出现在19世纪一些德国神学著作中，于是这个概念逐渐被一些学者重视，例如后来的德国著名神学家弗里德里希·施萊爾馬赫（德語：Friedrich Daniel Ernst Schleiermacher）誉为“神学研究之冠”。这个方面的研究可以为维持教会的活动提供一个方法。

## 根本问题和任务
理查德·奥斯默（Richard Osmer）在解释这个概念时指出，实践神学的四个根本问题和任务是：
1. 即将发生什么？（经验描述的任务）
2. 为什么这样发生？（阐释的任务）
3. 什么应该发生？（规范的任务）
4. 我们如何应对？（实践任务）[4]

## 實踐神學分類
- 牧者教育。包括牧者的責任和活動，指講道、敬拜、教牧輔導、基督教教育、教會體制和行政事宜。
- 教育學科。重點在於現今教會生活和活動。
- 基督徒實踐。內容關於基督徒的實踐與當代個人及社會的處境之神學考量和標準。

实践神学由一些相关的次级领域组成：应用神学（Applied theology，例如差传、传福音、教牧哲学或宗教哲学）、教会发展、教会管理、传道学、灵性养成、教牧神学、精神指导、精神神学、政治神学、正义和平神学等类似领域。它也包含神学倡议，例如几次解放神学（涉及被压迫的大众、没有剥削权利的人、女性、移民、儿童以及黑人的神学）。实践神学可能还关注例如当代基督教信徒与他人，特别是贫困人口、边缘化人口或被社会主流排斥的人的关系。